# Limnophila nemorivaga
Limnophila nemorivaga är en tvåvingeart som beskrevs av Alexander 1929. Limnophila nemorivaga ingår i släktet Limnophila och familjen småharkrankar. Inga underarter finns listade i Catalogue of Life.